# ترجیکلا
ترجیکلا، روستایی از توابع بخش مرکزی شهرستان بابل در استان مازندران ایران است.

## جمعیت
این روستا در دهستان گنج افروز قرار دارد و براساس سرشماری مرکز آمار ایران در سال ۱۳۸۵، جمعیت آن ۲۷۰ نفر (۶۰خانوار) بوده‌است.